# Rioverde
Rioverde es una ciudad ecuatoriana, cabecera del cantón Rioverde en la Provincia de Esmeraldas. Está ubicada en la zona central de la provincia, al noroeste del país, con una población de 4010 habitantes. 
Fundada por el científico Pedro Vicente Maldonado en el año 1743. 
Fue en Rioverde donde el 5 de agosto de 1820, se proclamó la independencia de Esmeraldas, Primer grito libertario en el país.

## Toponimia
Rioverde debe su nombre a la vegetación y al hermoso color de sus aguas de río y mar.

## Historia
Rioverde tiene importante participación en la historia del país, por haber sido donde se gestó el movimiento independentista de Esmeraldas del 5 de agosto de 1820.

## Símbolos

### Bandera
Los colores de la bandera son blancos, verdes y rojos, con la antorcha del progreso y la abundancia en el color rojo.
El Concejo Cantonal de Rioverde oficializa para el cantón el simbolismo de la bandera aprobada en sesión del concejo del 20 de julio de 1999, cuyo significado es el siguiente:

El color Blanco significa la pureza de las almas de los Rioverdereños, la espuma de nuestros ríos y del mar que campean libre y elegantemente, la pulpa del coco, la tagua y la higuerilla.
El verde, color indiscutible de sus bosques, campos y montañas, de la fresca hierva de los pastizales de nuestra gran selva ubérrima y exuberante portadora de un futuro promisorio.
El rojo color de sangre derramada por nuestros héroes con valentía y coraje para librarnos del yugo español.
El brazo y la antorcha significan el progreso y desarrollo productivo del cantón en sus diferentes aspectos.

### Escudo
El Escudo está basado en la gesta histórica, sus verdes montañas, ríos y mares, fecha de la independencia y cantonización y producción.

En la parte superior del escudo se encuentran la antorcha de la libertad. En su interior está dividido en cuatro partes iguales en líneas inclinadas con fondo blanco, verde y franjas rojas.
En su parte superior lleva seis estrellas de seis puntas, una en el centro de tamaño grande que represente la cabecera cantonal rodeada de cinco de menor tamaño que representan las cinco parroquias restantes que posee el cantón Rioverde; todas ellas de color rojo simbolizando la fuerza unánime que tienen sus habitantes para hacer de este cantón un cantón modelo.
Hacia el lado derecho tenemos la producción originaria del mar, que es el sustento diario de nuestros habitantes, como peces y camarón que son productos de exportación.
Hacia el lado izquierdo se sitúa el río que rodea el cantón que lleva el mismo nombre y desemboca en el ocena Pacifico, el mismo que es navegable desde su desembocadura hasta unos km antes de su nacimiento, convirtiéndose en la red fluvial comercial más poderosa del cantón, además sirve de nexo de comunicación entre las comunidades del área rural.
Contamos también con tierra fértil y fecunda, optima para cualquier clase de cultivo dando excelentes frutos.
Por último en la parte inferior formando la base del escudo hay una cinta ancha rodeando su entorno con una leyenda que es el lema que la municipalidad se ha propuesto de hacer de Rioverde un cantón modelo, con su año de cantonización 1996.

## Geografía

### Clima

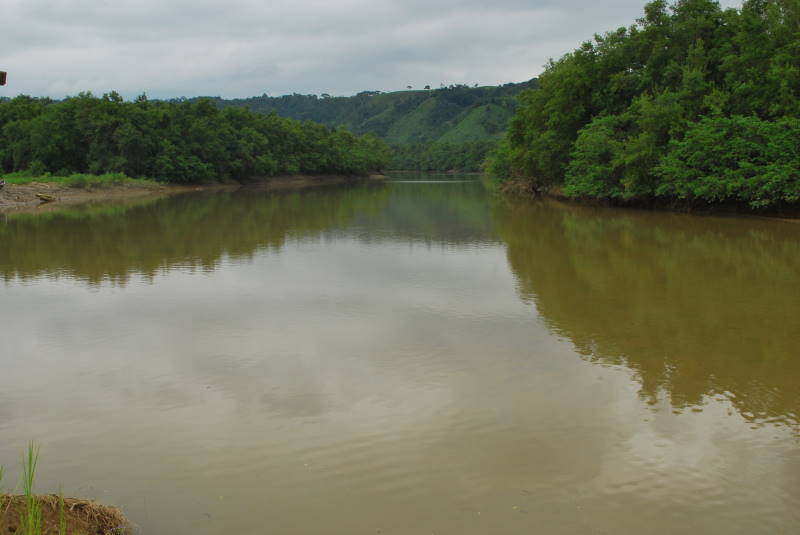
Río Verde

Por su ubicación goza de un apetecible clima de 25 °C. (Promedio) y 2 estaciones en el año, invierno y verano modificados por la corriente fría de Humboldt  y la corriente del Niño.

## Política y gobierno
La ciudad y el cantón Rioverde, al igual que las demás localidades ecuatorianas, se rige por una municipalidad según lo previsto en la Constitución de la República. El Gobierno Autónomo Descentralizado Municipal de Rioverde, es una entidad de gobierno seccional que administra el cantón de forma autónoma al gobierno central. La municipalidad está organizada por la separación de poderes de carácter ejecutivo representado por el alcalde, y otro de carácter legislativo conformado por los miembros del concejo cantonal.

## Economía

### Recursos naturales
Posee una gran biodiversidad de especies como orquídea, especias forestales maderables de gran  importancia económica como la teca amarilla, cedro, dormilón, guayacán, moral, especies de mangle. Rioverde es también  conocida por sus recursos naturales como por su fauna, destacando así crustáceos, moluscos, conchas, almejas, mejillones, ostiones, aves majestuosas, reptiles, roedores salvajes y algunos felinos. La pesca genera la mayor actividad económica, peces como la Pinchagua, Corvinas, Róbalo, Chernas, Meros, Pámpanos, Pargos.